# Cladoxerus ditomus
Cladoxerus ditomus är en insektsart som först beskrevs av John Obadiah Westwood 1859.  Cladoxerus ditomus ingår i släktet Cladoxerus och familjen Phasmatidae. Inga underarter finns listade i Catalogue of Life.